# Lorens Gottman

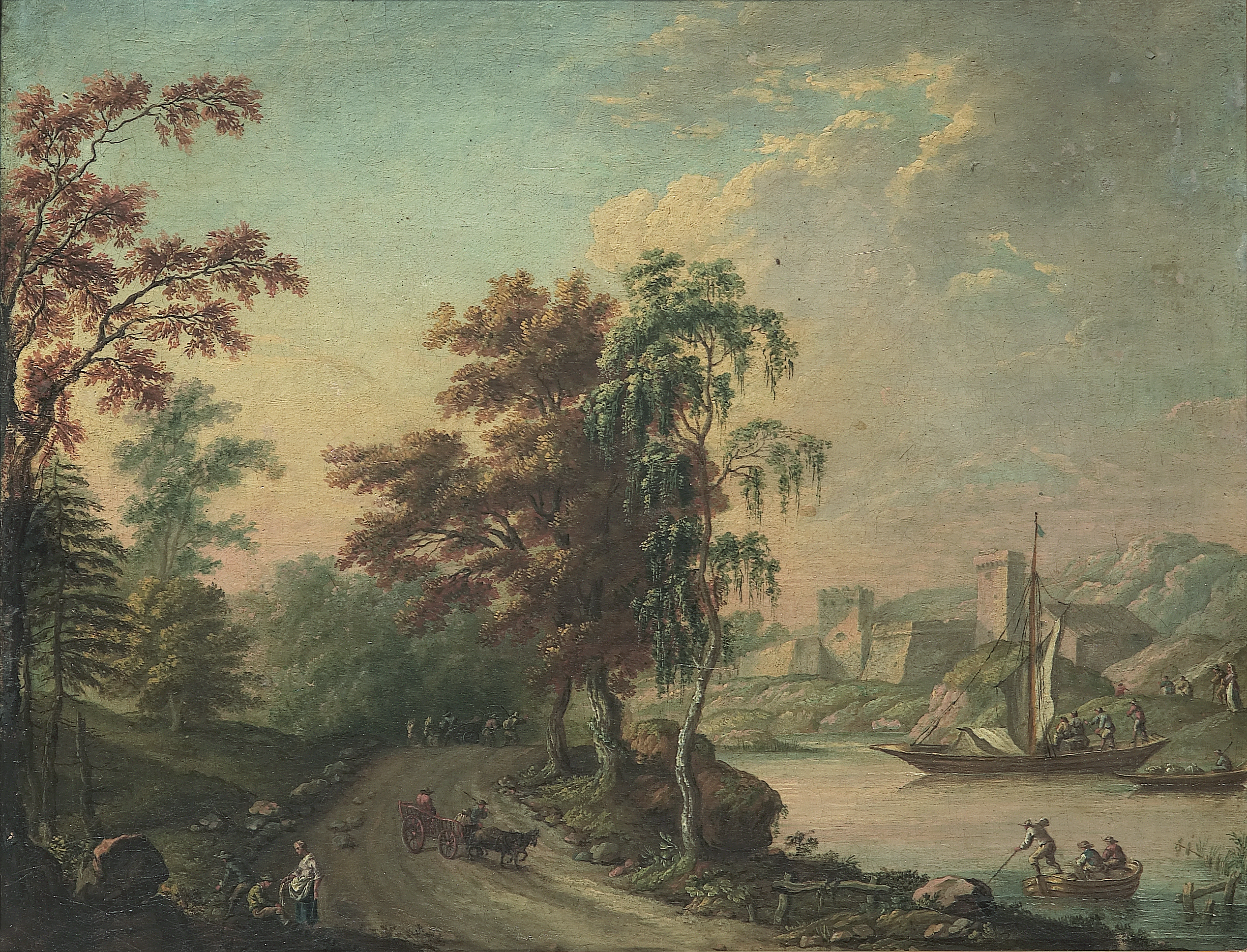
Landskap med stad, fartyg och figurer (1755), målad av Lorens Gottman

Lorens Gottman född Lars Gottman 1708 i Stockholm död 16 februari 1779 i Stockholm, var en svensk konstnär. 

## Biografi
Lorens Gottman var son till målaren Anders Gottman och far till porträttmålaren Fredrik Gottman. Han blev mästare i målarämbetet 1731 och var bisittare där 1741–46. Under 1750– och 1760-talen var Gottman en av Stockholms mest anlitade rumsdekorations- och ornamentmålare. Han undervisade även vid Konstakademien och utnämndes till kunglig hovmålare 1770. Bland Gottmans offentliga arbeten märks flera stora altartavlor i klara och harmoniska färger, bland annat till Katarina kyrka i Stockholm, Österbybruks kyrka, Alvesta kyrka, Finska kyrkan i Stockholm och Nya kyrkan i Kristinestad, Finland. Han är representerad vid Nordiska museet, Nationalmuseum, Kungliga biblioteket och Uppsala universitetsbibliotek.